# Cardeñuela Riopico
Cardeñuela Riopico è un comune spagnolo di 114 abitanti situato nella comunità autonoma di Castiglia e León.
Il comune comprende la località di Villalval.